# Punt isosbèstic

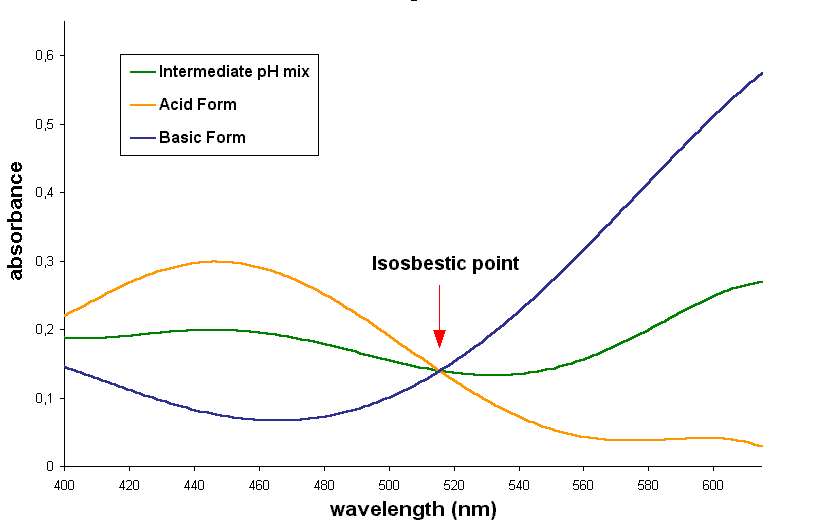
Punt isosbèstic en l'espectre verd del bromocresol. Es mostra L'espectre de les solucions bàsiques, àcides i de pH intermedi. La concentració analítica del tint és igual en totes les solucions.

En espectroscòpia, un punt isosbèstic és una longitud d'ona concreta, nombre d'ona o freqüència en la que l'absorbància total d'una mostra no canvia durant una reacció química o un canvi físic de la mostra. La paraula deriva de dues paraules gregues: "iso", significant "igual", i "sbestos", significant "extingible".

## Traçat isosbèstic
Quan un traçat isosbèstic està construït per superposició de l'absorció espectral de dues substàncies (ja sigui utilitzant l'absortivitat molar per a la representació, o utilitzant l'absorbància (però mantenint la mateixa concentració molar per a ambdues substàncies), el punt isosbèstic correspon a una longitud d'ona en la qual aquests espectres es creuen entre si .
Un parell de substàncies poden tenir diversos punts isosbèstics en el seu espectre.
Quan una reacció química 1-a-1, incloent l'estat d'equilibri (un mol de reactant dona un mol de producte) implica un parell de substàncies amb un punt isosbèstic, l'absorbància de la mescla de la reacció roman invariable en aquesta longitud d'ona, sense tenir en compte l'extensió de la reacció (o la posició d'equilibri químic). Això passa perquè ambdues substàncies absorbeixen llum d'una longitud d'ona determinada en la mateixa relació, i la concentració analítica roman constant.
Per a la reacció:
{\displaystyle X\rightarrow Y}
La concentració analítica és igual en qualsevol punt de la reacció: 
{\displaystyle c_{X}+c_{Y}=c\,}
L'absorbància de la mescla en reacció (suposant que depèn només de X i Y) és:
{\displaystyle A=l\cdot (\epsilon _{X}c_{X}+\epsilon _{Y}c_{Y})}
Però en el punt isosbèstic, ambdós factors d'absorció molars son iguals :
.{\displaystyle \epsilon _{X}=\epsilon _{Y}=\epsilon \,}
D'aquí, que l'absorbància 
{\displaystyle A=l\cdot (\epsilon _{X}c_{X}+\epsilon _{Y}c_{Y})=l\cdot \epsilon \cdot (c_{X}+c_{Y})=l\cdot \epsilon \cdot c}
No depèn de l'extensió de la reacció (p.e.., en les concentracions particulars de X i Y)
El requisit perquè un punt isosbèstic tingui lloc, és que les dues substàncies implicades estiguin relacionades linealment per l'estequiometria, tal que l'absorbància sigui invariant per a una longitud d'ona determinada. Per això són possibles altres proporcions diferents de la relació un a un. La presència d'un punt isosbèstic indica típicament que només dues substàncies que variïn en concentració poden contribuir a l'absorció al voltant del punt isosbèstic.
Si una tercera substància pren part en el procés l'espectre es creua típicament en longituds d'ona variables quan canvien les concentracions, creant la impressió que el punt isosbèstic està 'fora de focus', o que canviarà quan canviïn les condicions. La raó per a aquest cas, és que és molt improbable que, per casualitat, tres compostos tinguin coeficients d'extinció enllaçats en una relació lineal per a una longitud d'ona determinada.

## Aplicacions

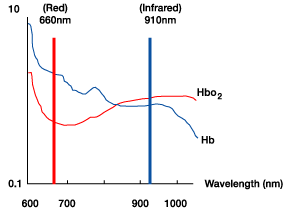
punt isosbèstic quan utilitzat en oximetría

En cinètica química, el punt isosbèstic s'utilitza com a punt de referència en l'estudi de la velocitat de reacció, quan l'absorbància en aquelles longituds d'ona roman constant durant la reacció sencera.
Els punts isosbèstics s'utilitzen en medicina en una tècnica de laboratori anomenada pulsioximetría per determinar concentració d'hemoglobina, sense tenir en compte la seva saturació. Oxiemoglobina i des-Oxiemoglobina tenen (no exclusivament) punts isosbèstics a 586 nm i prop de 808 nm.
Els punts isosbèstics també s'utilitzen en química clínica, com a mètode de garantia de qualitat, per tal de verificar l'exactitud d'un espectrofotòmetre en la mesura de longitud d'ona. S'usa per poder mesurar l'espectre d'una substància estàndard en dues condicions de pH diferents (per sobre i per sota del pKa de la substància). Els estàndards utilitzats inclouen Dicromat de potassi (punts isosbèstics a 339nm i 445 nm), blau de bromothymol (325 i 498 nm), Bermell Congo (541 nm) i Verd de bromocresol. La longitud d'ona d'un punt isosbèstic determinat no depèn de la concentració de la substància utilitzada i, per tant, es converteix en una referència molt fiable .